# Monolistra (Monolistrella) velkovrhi
Monolistra (Monolistrella) velkovrhi is een pissebed uit de familie Sphaeromatidae. De wetenschappelijke naam van de soort is voor het eerst geldig gepubliceerd in 1960 door Sket.